# Jaksonek (osada leśna w województwie łódzkim)
Jaksonek – osada leśna w Polsce położona w województwie łódzkim, w powiecie piotrkowskim, w gminie Aleksandrów.
W latach 1975–1998 miejscowość administracyjnie należała do województwa piotrkowskiego.